# Слободян Сергій Віталійович
Сергі́й Віта́лійович Слободя́н (1988—2024) — капітан збройних сил України, учасник російсько-української війни, повний лицар ордена Богдана Хмельницького.

## Життєпис
Народився 22 березня 1988 року в селищі Ярмолинці Хмельницької області. 
З 1994 по 2005 рік навчався в ЗОШ І-ІІІ ступенів селища Ярмолинці. Паралельно навчався в Ярмолинецькому технологічному ліцеї який закінчив в 2005 році .
Навчався у Військово-інженерному інституті в м. Кам'янець-Подільський.
З 2014 року брав участь у відбитті російської агресії на сході України.
У 2014 році, захищав суверенітет країни на Луганському напрямку. 
Під час повномасштабної війни обороняв Київщину, Донеччину, Харківщину.
Проходив військові навчання у Словаччині.
Загинув у ніч проти 13 липня 2024 року. Похований на Алеї Слави в Хмельницькому

## Нагороди
- Орден Богдана Хмельницького I ступеня (31 жовтня 2024, посмертно) — за особисту мужність, виявлену у захисті державного суверенітету та територіальної цілісності України, самовіддане виконання військового обов'язку[2].
- Орден Богдана Хмельницького II ступеня (28 вересня 2022) — за особисту мужність і самовіддані дії, виявлені у захисті державного суверенітету та територіальної цілісності України, вірність військовій присязі[3].
- Орден Богдана Хмельницького III ступеня (6 липня 2022) — за особисту мужність і самовіддані дії, виявлені у захисті державного суверенітету та територіальної цілісності України, вірність військовій присязі[4].

## Вшанування пам’яті
У січні 2025 року Ярмолинецькому закладу загальної середньої освіти І–ІІІ ступенів №1 присвоєно ім’я Сергія Слободяна — випускника школи, капітана Збройних Сил України, повного лицаря ордена Богдана Хмельницького, військовослужбовця Сил спеціальних операцій.
21 березня 2025 року відбулося відкриття меморіальної дошки на фасаді навчального закладу. У заходах взяли участь рідні, побратими, вчителі, учні, представники влади та духовенства. Присутні згадали життєвий шлях загиблого військовослужбовця, його громадянську позицію, мужність та відданість Україні.
Після мітингу-реквієму відбувся захід пам'яті на якому було представлено відеоматеріали про дитинство, юність та службу Сергія Слободяна. Відбулися поетичні виступи, хвилина мовчання, а також вручення ордена Богдана Хмельницького І ступеня (посмертно) батькові Героя головою Хмельницької районної державної адміністрації.
На знак вшанування пам’яті Слободяна у шкільному музеї організовано тематичну експозицію присвячену випускникам — учасникам АТО та повномасштабної війни, зокрема й самому Сергію Слободяну. Ще одна експозиція розповідає про 235-й Штурмовий авіаційний Проскурівський полк.
У рамках благодійної ініціативи учнями, вчителями та батьками школи було зібрано кошти на придбання дрона для 8-го підрозділу Сил спеціальних операцій, який урочисто передано військовим під час заходу.